# Šči
Lo šči (in russo щи?) è una varietà di zuppa condita e rappresenta una famosa pietanza nazionale russa. 
La sua caratteristica principale è il gusto aspro, dovuto al grande uso di cavolo nella preparazione. Il cavolo non è tuttavia l'elemento fondamentale di questa zuppa, in quanto il gusto acidulo può essere dato anche da altre piante, quali l'acetosa o altre erbe neutre condite con salamoia di cavolo o di altre verdure. 
In seguito, un altro elemento da sottolineare riguarda le verdure, che vanno aggiunte alla zuppa crude, senza alcuna precedente cottura e senza essere state soffritte.

## Preparazione
Lo šči viene solitamente preparato nel brodo di manzo, anche se nelle regioni russe occidentali viene utilizzata anche la carne di maiale o di volatili da cortile. Lo šči presenta una variante vegetale, definita pustoj (vuota). Bisogna poi evidenziare anche un altro tipo di zuppa, chiamato sutočnyj (giornaliero): esso acquisisce un gusto tutto particolare e viene consumato solamente nel giorno successivo alla preparazione.
Come condimento si può utilizzare della smetana (panna acida), da sola o unita alla crema di latte. Durante il pasto, lo šči viene accompagnato da fette di pane nero.

## Etimologia
Si ritiene che il termine "щи" (oppure "щти") provenga dal paleoslavo "съти" (s"ti). Si tratta di un appellativo generale dato inizialmente a tutti i pani densi e nutrienti.
Secondo un'altra versione, invece, la parola щи consiste nell'abbreviazione del francese chou (cavolo).

## Storia
La sua popolarità in Russia è dovuta a diversi fattori:
- Lo shchi è relativamente semplice da preparare;
- possono essere cucinati con o senza vari tipi di carne;
- possono essere congelati in inverno e portati in viaggio in forma solida per essere tagliati a pezzetti all'occorrenza.

Le zuppe di cavolo erano conosciute nella Rus' di Kiev già nel IX secolo, poco dopo l'importazione del cavolo da Bisanzio. Di conseguenza, nel X secolo gli šči sono diventati un alimento base della Russia.

## Ingredienti storici
In origine, gli ingredienti principali dello shchi erano cavolo, carne (manzo, maiale, agnello o pollame), funghi, farina e spezie (a base di cipolla e aglio). Il cavolo e la carne venivano cotti separatamente e la panna acida veniva aggiunta come guarnizione prima di servire. Lo shchi viene tradizionalmente consumato con pane di segale.
Gli ingredienti per la preparazione della zuppa sono stati gradualmente modificati. La farina, utilizzata per aumentare il contenuto calorico della zuppa, è stata eliminata per ottenere un sapore più delicato. La miscela di spezie fu arricchita con pepe nero e alloro, che furono portati in Russia intorno al XV secolo, sempre da Bisanzio. La carne veniva talvolta sostituita dal pesce per motivi legati al digiuno del calendario della Chiesa ortodossa orientale. Per quanto riguarda le verdure, allo shchi si potevano aggiungere carote e prezzemolo. La carne di manzo era la più popolare per la preparazione dello shchi in Russia, mentre il maiale era più comune in Ucraina.Il rapporto tra acqua e cavolo varia, e mentre i primi scudi erano spesso così viscosi da poter insistere con un cucchiaio, quelli successivi utilizzavano un metodo di preparazione più diluito.